# Landford
Landford – wieś w Anglii, w hrabstwie Wiltshire. Leży 17 km na południowy wschód od miasta Salisbury i 121 km na południowy zachód od Londynu.